# Jérôme Dorival
Pour les articles homonymes, voir Dorival.
Jérôme Dorival, né en juillet 1950 à Paris, est un clarinettiste, compositeur et musicologue français.

## Biographie
Jérôme Dorival est l'un des quatre enfants de l'historien et critique d'art, Bernard Dorival. Il suit les cours au Conservatoire supérieur de Paris, où il obtient trois prix : avec Norbert Dufourcq et Rémy Stricker, et à la Sorbonne avec Albert Soboul, Pierre Vilar, Dominique Julia et Alphonse Dupront sous la direction de qui, il obtient sa maîtrise d’histoire. Sa thèse de doctorat de musicologie porte sur La Cantatille en France au XVIIIe siècle, effectuée sous la direction de Jacques Chailley. Sa thèse du Conservatoire de Paris porte sur Les créateurs de la cantate française au XVIIIe siècle (105 pages, 1981).
À côté de ses premiers prix de clarinette (supérieur et excellence) de la ville de Paris (1974) et du Val de Marne (1973 et 1974), il obtient le C.A. de clarinette en 1973, ce qui lui permet d’être nommé à l’orchestre de l’ex-ORTF de Nice (1975–1976).
En tant que chercheur, il se consacre tout particulièrement à la pianiste et pédagogue Hélène de Montgeroult, professeure au tout nouveau Conservatoire en 1795 et compositrice. Pour la réédition des partitions de Montgeroult, Dorival crée les Éditions Modulation.
Il est professeur d'histoire de la musique au Conservatoire à rayonnement régional de Lyon et au conservatoire supérieur de Lausanne (HEMU).
En tant que compositeur, depuis 1985, il fait partie du Grame, centre national de création musicale.

## Œuvre

### Compositions
- 1985 : Double 1 pour clarinette et bande magnétique (avec James Giroudon)[5]
- 1986 : Double 2 pour quatuor de cuivres et bande (avec James Giroudon)
- 1988 : Voie de sable, pour clarinette et ordinateur (programme Yann Orlarey). Création à Moscou, 1988.
- 1989 : Voie de sable, pour flûte et ordinateur (programme Yann Orlarey). Création à Lyon, 1989.
- 1989 : Double 3 pour orchestre à cordes et bande (avec James Giroudon). Primée par le festival F.A.U.S.T. de Toulouse et sélectionnée par l'IPMC. Création à Grenoble[6]
- 1990 : Divin Chaos, pour orchestre, commande de l'État (programme Yann Orlarey).
- 1992 : Rhétorique des doigts, pour piano (programme Yann Orlarey). Création par Bruno Robilliard
- 1993 : Le son des choses dans les ténèbres, hommage à Georges Perec
- 1993 : Traits et lignes pour hautbois et ordinateur (programme Y. Orlarey). Création à Cracovie, 1993 par Anne Chamussy.
- 1995 : Lys-passion pour orchestre de chambre (programme Yann Orlarey) (nouvelle version 2001)
- 2001 : La cathédrale, nocturne pour piano, en hommage à Nicolas de Staël.

### Écrits musicologiques
- La Cantate française au XVIIIe siècle, Paris, PUF, coll. « Que sais-je ? » (no 3476), 1999, 127 p. (ISBN 2-13-049974-0, OCLC 237398633, BNF 37045546)
- Le Concerto pour clavier : approches multiples, partition, histoire, art, avec Dominique Dubreuil et Daniel Gaudet, Aléas, 2001 (OCLC 690736252).
- (dir.) Les concerts à Lyon au 17e siècle, Musée Gadagne, Musée historique de Lyon, 2004 (OCLC 470093497)
- Hélène de Montgeroult : La Marquise et la Marseillaise  (préf. Geneviève Fraisse), Lyon, Symétrie, coll. « Biographie », 2006, VI-421 p. (ISBN 2-914373-16-3, OCLC 778035619, BNF 40963896, présentation en ligne)
- Images de femmes, avec C. Dietrich, P. Kersalé et A. Michel. Éditions Lugdivine, Lyon, 2016, 224 pages (+ 1 CD).

### Articles
- (préface) Musique et notations,  Aléas, coll. « Collection Musique et Sciences », 1999 (OCLC 612142848)
- « Hélène de Nervo, marquise de Montgeroult (1764-1836) », dans Vivre en Val d’Oise, mars 2009, p. 34–41.
- « Constance de Salm et la musique », dans Cahiers Roucher-André Chénier, Études sur la poésie du XVIIIe siècle, Saprac, Toulouse, 2010.
- « Le Plein du vide de Xu Yi, étude esthétique et analytique », dans Tempus perfectum no 1 (août 2011), Symétrie, 24 p.  (ISBN 978-2-36485-000-2), (OCLC 422114383)
- « Paule de Lestang, chanteuse, pianiste et claveciniste : une musicienne aux multiples talents », dans Tempus perfectum no 7, Symétrie, 27 p.  (ISBN 978-2-36485-006-4), (OCLC 863125127)
- « À propos du cas Montgeroult : réflexions sur la constitution et l’écriture des « grands récits » musicologiques », dans Aline Tauzin, Musique, Femmes et Interdits, Symétrie,  (ISBN 978-2-918961-03-1), p. 119–146.
- « Montgeroult, Hélène de Nervo, marquise de (1764-1836) » dans Dictionnaire des femmes des Lumières, sous la direction d’Huguette Krief et Valérie André, éditions Honoré Champion, Paris 2015.
- « Hélène de Montgeroult (1764-1836) », dans Bulletin de APÉMu no 229, Lyon, 2015, p. 68–71.
- « Le cercle de légitimation réciproque : Hélène de Montgeroult entre passé et futur », dans Cahiers du GADGES no 13, édité par A. Bayle, M. Bombart, F. Boissiéras, I. Garnier, Lyon, Université Jean Moulin - Lyon 3, 2016.
- « Élisabeth Louise Vigée Le Brun et la musique », 20 novembre 2015

### Notices discographiques
- « La Marquise et la Marseillaise » - Bruno Robilliard, piano (2006, Hortus)
- « La jeunesse du piano romantique » - Nicolas Stavy, piano (2009, Hortus) (BNF 42366505)
- « Hélène de Montgeroult » - Edna Stern, piano (2017, Orchid Classics)

### Interviews
- " Hélène de Montgeroult, pianiste, compositrice et pédagogue ", un film de Florence Bandol-Bertrand, réalisé par Agnès Démaret, Conservatoire national supérieur de musique et de danse de Paris, 2016, 53 minutes et 48 secondes, you tube CNSM 10 novembre 2016
- " Hélène de Montgeroult ",  les oubliées de l'histoire, entretien avec Jérôme Dorival, musicien, critique musical, 19 minutes 31 secondes, Dominique Guerrero, 2019, http://nakawedoc.com/fr/portraits-de-femmes/musique/helene-de-montgeroult
- " Elisabeth Jacquet de la Guerre ", les oubliées de l'histoire, entretien avec Jérôme Dorival, musicien, critique musical, 8 minutes 55 secondes, Dominique Guerrero, 2019. http://nakawedoc.com/fr/portraits-de-femmes/musique/elisabeth-jacquet-de-la-guerre

## Discographie
- Doubles 3 composé avec James Giroudon, dans Musiques pour cordes - Ensemble instrumental, dir. Éric Sprogis (1992, Forlane UCD16664) (BNF 38220157). Prix discobole  de l'Académie du disque français.
- Le son des choses dans les ténèbres , dans À voix basse - ensemble Grame (1995, Grame GR005) (BNF 38349382)
- Musique française pour clarinette, Pièces classiques ou inédites - Jérôme Dorival, clarinette ; Olivier Moulin, piano (Pianissimes, 2010).